# Сафонова (деревня)
Сафонова — деревня  в Байкаловском районе Свердловской области. Входит в состав Байкаловского сельского поселения. Управляется Пелевинским сельским советом.

## География
Населённый пункт расположен у автодороги Байкалово — Туринская Слобода в 10 километрах на северо-восток от районного центра — села Байкалово.

### Часовой пояс
Сафонова, как и вся Свердловская область, находится в часовой зоне МСК+2. Смещение применяемого времени относительно UTC составляет +5:00.

## Население
| 2002 | 2010 | 2021 |
| ---- | ---- | ---- |
| 64   | ↘43  | ↘40  |

## Инфраструктура
В деревне расположена всего одна улица (Садовая).